# Maria Francesca Clar Margarit
Maria Francesca Clar Margarit   (Palma, 1888 - Madrid, 9 de novembre de 1952) va ser una escriptora de la Generació del 27, intel·lectual, feminista i directora de teatre innovadora, que signà les seves obres amb els pseudònims Ana Ryus i, sobretot, Halma Angélico.

## Biografia
Tot i néixer a Palma, a causa de la professió de militar del seu pare, la família aviat es va traslladar a l'illa de Luzon, a les Filipines, on romandria fins a la independència de les Filipines de la Corona espanyola. A Madrid va estudiar al col·legi Sagrat Cor, rebent una formació catòlica, i posteriorment va realitzar els estudis d'Art Dramàtic.
Es va casar als vint anys, va tenir dos fills, es va separar del seu marit i va començar a treballar escrivint col·laboracions a la premsa.
Clar Margarit pot considerar-se com una escriptora entre la Generació del 98, per la seva data de naixement, i la del 27 per la seva temàtica. Després del cop d'estat del 18 de juliol i la posterior Guerra Civil espanyola, l'escriptora va ser empresonada durant tres mesos per la seva activitat política i sindicalista. El 1938, però, va ser l'única directora dramàtica que va representar en una sala teatral: va estrenar Ak y la Humanidad al Teatro Español, que va ser molt mal rebuda per la crítica i fins i tot pels seus companys de la CNT, que adduïen que desalentava els soldats en el front, per tal com hi denunciava l'absurditat de la guerra i hi defensava el valor de l'educació. Després d'una campanya a la premsa, l'obra va ser prohibida.
Durant el franquisme va viure a Madrid, romanent aïllada intel·lectualment, sola, sense tornar a escriure i morí en l'oblit el 9 de novembre de 1952.

## Trajectòria
Els estudis sobre les dones escriptores dels segles xix i xx d'algunes investigadores com Pilar Nieva de la Paz i Ivana Rota, han rescatat de l'oblit la vida i l'obra de Maria Francesca Clar Margarit, posant de manifest les intenses relacions socials, culturals, professionals i de defensa dels drets de les dones que van existir entre elles abans i durant la Segona República Espanyola, i que la dictadura franquista va perseguir amb la presó, l'exili o la censura.
Maria Francesca Clar Margarit va viure el Madrid de les dècades del 1920 i 1930 més feminista i artístic. Va començar al teatre, i tant el seu treball com articulista com el seu compromís amb l'associacionisme femení i polític la van portar a participar en les activitats del Lyceum Club Femenino, essent l'encarregada de la Secció de Literatura, lloc on va establir contacte amb Carmen Baroja, Zenòbia Camprubí, María de Maeztu, María Lejárraga, Isabel Oyarzábal i María Teresa León, entre d'altres. Ella en va ser l'última presidenta. També va ser vicepresidenta de la Asociación Nacional de Mujeres Españolas (ANME) el 1935, tot i que feia temps que escrivia en el setmanari de l'entitat, Mundo Femenino.
Va participar de manera activa en el sindicat de la Confederació Nacional del Treball, que agrupava les treballadores del teatre. En tota la seva obra, tant teatral i narrativa com periodística, Maria Francesca Clar Margarit s'interessà per una sèrie de temes com els drets de les dones, la maternitat, la protecció de les mares solteres i una reforma del Codi Civil que modifiqués les normes desfavorables per a les dones.

## Teatre
Maria Francesca Clar Margarit va recórrer tots els àmbits de l'escena, inclosos la direcció i producció teatral:
- En la interpretació va treballar amb Jacinto Benavente per a la representació de Don Juan Tenorio.[7]

- El 1929 va reformar l'obra Berta i la va titular La nieta de Fedra. El 25 d'agost de 1938 es va estrenar al Teatro Español de Madrid.[8]
- El 1932 va estrenar Entre la cruz y el día al Teatro Muñoz Seca de Madrid amb tal èxit de públic que li va suposar el reconeixement de la crítica.[9]
- El maig de 1936 es va estrenar, al Lyceum Club, Coro de Mujeres, d'Enrique Bayarri.[10]
- El 1938 va estrenar al Teatro Español Ak y la Humanidad.[11][12]
- Les obres Los caminos de la vida i Berta no van arribar a estrenar-se.

## Obres
Maria Francesca Clar Margarit, a banda de la seva intensa tasca periodística, es va dedicar al teatre i a la narrativa, tot signant les seves obres amb els pseudònims d'Halma Angélico i Ana Ryus. És freqüent, a finals de segle xx, l'estudi, la investigació i el desenvolupament de tesis doctorals sobre ella, com ara Mujeres del teatro español entre 1918-1936: Halma Angélico y la busqueda de la humanidad, de Tijana Limic.

### Teatre
- Los caminos de la vida (1920, signada com a Anna Ryus)
- Berta (1922, signada com a Anna Ryus)
- La nieta de Fedra (1929)

- Entre la cruz y el diablo (1932)

- Al margen de la ciudad (1934)

- Ak y la Humanidad (1938), inspirada en el conte rus de Jefim Sosulia

- La gran orgía, que no fou representada

#### Contes
- El templo Profanado (1930),[15]
- La jineta[16]

- La desertora (1932)[17]

#### Narrativa
- La mística: Estudio de almas (1929)[18]

- Santas que pecaron (Psicología del pecado de amor en la mujer) de 1935

#### Inèdites
- El Madrid que a veces también llora
- Agar, poema en prosa
- Ibor el magnífico

## Reconeixement i memòria
Al febrer de 2019 la directora teatral Yolanda García-Serrano va escriure i dirigir l'obra Halma, en què reivindicava la figura de Clar Margarit, injustament oblidada. Es representà al Teatre Valle-Inclán de Madrid.